# Area composita
Die Area composita ist eine herzspezifische Zellverbindung, die für die Kraftübertragung zwischen einzelnen Herzmuskelzellen während der Kontraktion zuständig ist und ein Hauptbestandteil der sogenannten Glanzstreifen darstellt. Sie besteht u. a. aus typischen desmosomalen Cadherinen (Dsg-2, Dsc-2) und typischen Streifendesmosom-Cadherinen (N-Cadherin) und sogenannten Plaque- oder Adaptorproteinen (z. B. Desmoplakin, Plakophilin-2, Beta-Catenin usw.) an denen Filamente des Zytoskeletts anknüpfen. Alle diese Komponenten kommen also im Säugetierherz nicht in getrennten Strukturen wie in epithelialen Desmosomen und Streifendesmosomen vor, sondern sind in der Area composita in Proteinkomplexen vermischt.